# 木内登英
木内 登英（きうち たかひで、1963年11月29日 - ）は、日本のエコノミスト。元日本銀行政策委員会審議委員。元野村證券金融経済研究所経済調査部長。千葉県出身。

## 略歴
- 1987年3月 早稲田大学政治経済学部経済学科卒業
- 1987年4月 野村総合研究所入社、経済調査部内国経済調査室（日本経済担当）
- 1988年 野村證券投資調査部に出向
- 1990年 野村総合研究所ドイツに出向（欧州経済担当）
- 1994年 野村総合研究所経済調査部経済調査室（米国経済担当）
- 1996年 野村総合研究所アメリカに出向（米国経済担当）
- 2002年 野村総合研究所経済研究部日本経済研究室長（日本経済担当）
- 2004年 野村證券金融経済研究所調査部次長兼日本経済調査課長
- 2007年7月 野村證券金融経済研究所経済調査部長　兼　チーフエコノミスト
- 2012年7月24日 日本銀行政策委員会審議委員就任[1]
- 2017年7月23日 日本銀行政策委員会審議委員退任（任期満了）[2]
- 2017年7月 野村総研エグゼクティブ・エコノミスト

## 日本銀行政策委員会審議委員として
2012年7月24日、日本銀行政策委員会審議委員に就任。
2013年4月4日、金融政策決定会合では、マネタリーベース・コントロールの採用、長期国債買入れの拡大と年限長期化、ETF、J-REITの買入れの拡大には賛成したが、「量的・質的金融緩和」の継続については、「2年間程度を集中対応期間と位置づけて行うべきである」としてただ一人反対した。
2014年10月31日、金融政策決定会合で「量的・質的金融緩和」の拡大に、「これまでの金融市場調節方針を維持することが適当である」として反対した（議案は賛成5、反対4で可決）。
2016年1月29日の金融政策決定会合では、「マイナス金利の導入は長期国債買入れの安定性を低下させることから、危機時の対応策としてのみ妥当である」として、マイナス金利の導入に反対したが、議案は賛成5、反対4の僅差で可決された。また同会合で、「マネタリーベースが、年間約80兆円に相当するペースで増加するよう金融市場調節を行う」とする金融市場調節方針（「量的緩和」）にただ一人反対し、「マネタリーベースおよび長期国債保有残高が、年間約 45 兆円に相当するペースで増加するよう金融市場調節および資産買入れを行う」などの議案を提出したが、反対多数で否決された。さらに、長期国債、ETF、J-REIT、CP等、社債等の資産の買入れ方針（「質的緩和」）にもただ一人反対し、「2％の『物価安定の目標』の実現は中長期的に目指すとしたうえで、2つの『柱』に基づく柔軟な政策運営のもとで、資産買入れ策と実質的なゼロ金利政策をそれぞれ適切と考えられる時点まで継続する」との議案を提出したが、これも反対多数で否決された（賛成は木内のみ）。
2016年7月29日の金融政策決定会合で、ETF（上場投資信託）買入れ額を倍増させる金融緩和の強化について、「財務健全性への影響のほか、株式市場のボラティリティを高める、株価を目標にしているとの誤ったメッセージになる」として反対した。また政策金利への－0.1％のマイナス金利適用について、「マイナス金利は市場機能や金融仲介機能および国債市場の安定性を損ねることから、所要準備額を除く日本銀行当座預金については＋0.1％の金利を適用することが妥当」として反対した。しかし両議案とも賛成7、反対2で可決された（反対のうちもう一人は佐藤健裕委員）。
2017年7月23日、任期満了により佐藤健裕とともに委員を退任。2人にとって最後の金融政策決定会合となった同月20日の会合後、黒田東彦総裁は記者会見で両委員について「経済や金融市場に知見を持ち、独自の意見を持っていた。政策委員会内で活発な議論を生んでおり評価している」と述べた。7月24日、大規模緩和に反対してきた木内、佐藤に代わり、リフレ派の論客である片岡剛士と三菱東京UFJ銀行出身の鈴木人司が委員に就任した。

## テレビ出演
- ワールドビジネスサテライト　コメンテーター
- 日曜スクープ　コメンテーター（不定期）

## 著作
- 『金融政策の全論点 : 日銀審議委員5年間の記録』（東洋経済新報社、2018年）ISBN 9784492654842
- 『銀行デジタル革命 : 現金消滅で金融はどう変わるか : 決定版』（東洋経済新報社、2018年）ISBN 9784492681459